# Blind Before I Stop
Blind Before I Stop är den amerikanske rocksångaren Meat Loafs sjätte studioalbum, utgivet 1986. 
Albumet innebar ytterligare ett avsteg från Jim Steinmans grandiosa rock & roll-stil från bland annat succéalbumet Bat Out of Hell. Det producerades av Frank Farian, mest känd för att ha bildat discogruppen Boney M. Ett flertal olika låtskrivare engagerades och Meat Loaf bidrog även själv till några av låtarna. Försäljningssiffrorna blev låga, något som Meat Loaf själv skyllde på produktionen. 
"Rock N' Roll Mercenaries", en duett med John Parr, samt "Getting Away With Murder" och "Blind Before I Stop" släpptes som singlar.

## Låtlista
1. "Execution Day" (Meat Loaf/Dick Wagner) – 6:30
2. "Rock & Roll Mercenaries" (Michael Dan Ehmig/Alan Hodge) – 5:00
3. "Getting Away With Murder" (Terry Britten/Sue Shifrin) – 3:49
4. "One More Kiss (Night of the Soft Parade)" (John Golden/Meat Loaf) – 5:38
5. "Blind Before I Stop" (Paul Christie/Golden/Meat Loaf) – 3:39
6. "Burning Down" (Billy Rankin) – 5:10
7. "Standing on the Outside" (Steve George/John Lang/Tommy Page) – 3:57
8. "Masculine" (Rick Derringer) – 4:23
9. "A Man and a Woman" (John Harris/Jerry Riopelle) – 4:11
10. "Special Girl" (Eddie Schwartz/Dave Tyson) – 3:54
11. "Rock & Roll Hero" (Jon Wilcox) – 4:30

## Medverkande
Musiker
- Meat Loaf — sång, bakgrundssång (spår 1, 2, 6, 8), gitarr (spår 2, 5)
- John Parr — sång (spår 2)
- Mats Björklund — gitarr (spår 1, 2, 3, 8), basgitarr (spår 3, 6), keyboard, programmering, trummor (spår 5, 9)
- Johan Daansen — gitarr (spår 2, 7, 10)
- Peter Weihe — gitarr
- Dieter Petereit — basgitarr
- John Golden — basgitarr (spår 2, 4, 5, 7, 9, 10)
- Harry Baierl — piano (spår 4, 7, 8), keyboard, programmering (spår 2)
- Pit Löw — keyboard, programmering
- Mel Collins — saxofon (spår 1, 3, 6)
- Curt Cress — trummor
- Amy Goff — sång (spår 9), bakgrundssång
- Frank Farian — sång (spår 2), bakgrundssång (spår 6)
- Peter Bischof — sång
- Bert Gebhard — sång
- Bimey Oberreit — sång
- Elaine Goff — sång
- The Jackson Singers — körsång (spår 1, 6, 7)

Produktion
- Frank Farian, Mats Björklund, Pit Löw, Harry Baierl – musikproducent
- John Ross – produktionsrådgivare
- Volker Barber, Bernd Berwanger, Carmine Di, Tobias Freund, Tammy Grohé, Zeke Lund, Klaus Wilcke – ljudtekniker
- Simon Fowler – omslagsfoto